# Rodersdorf
Rodersdorf (toponimo tedesco) è un comune svizzero di 1 332 abitanti del Canton Soletta, nel distretto di Dorneck.
È uno dei comuni della valle di Leimental.